# Cirripedia
Los cirrípedos (Cirripedia) son una clase de crustáceos denominados comúnmente percebes, incluyendo la bellota de mar y la anatifa. Son uno de los grupos de crustáceos más modificado; su peculiar morfología hizo que hace dos siglos se confundieran con moluscos. De hecho, muchos de los nombres que se dan a diferentes partes de su cuerpo responden a esta antigua creencia (manto y placas por ejemplo). Sin embargo, al estudiar sus larvas, se vio que eran similares a las de ostrácodos, lo que fue clave para estudios posteriores que concluyeron que se trataba de crustáceos con una morfología "aberrante". Entre los cirrípedos encontramos algunas especies de interés comercial como el percebe (Pollicipes cornucopia) y el picoroco (Austromegabalanus psittacus).
Los cirrípedos tienen dos tipos corporales básicos: con pedúnculo y sin él. Los que no tienen pedúnculo cubren normalmente todo el litoral rocoso, mientras que los pedunculados prefieren vivir mar adentro o sobre objetos flotantes. Además de estos dos tipos básicos, existe un tercer tipo de morfología algo diferente, los llamados "amorfos" o Verrucomorfa. Estos últimos no son simétricos y viven en aguas profundas, generalmente sobre las espinas de erizos (ver Echinoidea) o como comensales de ballenas.

## Biología
Los cirrípedos poseen dos estados larvarios: el primero, de larva nauplius, y el segundo, de larva cipris o cíprida:
- Como larva nauplius, forma parte del zooplancton, flotando en las aguas a merced del viento, de las olas y corrientes marinas. Se alimentan activamente, y, tras dos semanas, alcanzan el segundo estado.
- Como larva cipris ya no se alimentan y son nadadores activos. Su presencia es indicativa de alta calidad de las aguas, en cuanto a contaminación y productividad.

Cuando una larva cipris encuentra un lugar adecuado para fijarse, lo hace e inicia el proceso de metamorfosis, dando lugar a un cirrípedo juvenil, que, típicamente, posee una morfología a desarrollar consistente en seis placas a modo de armadura, externas. Durante el resto de sus vidas, los cirrípedos son sésiles y se alimentan filtrando plancton con sus apéndices y liberando sus gametos. Se les suele encontrar en la zona intermareal.
Una vez completada la metamorfosis y alcanzada la forma adulta, siguen creciendo, pero no sufren mudas o ecdisis; por el contrario, crecen por adición de material a su cubierta calcificada.
Como muchos otros invertebrados, los cirrípedos son hermafroditas y alternan el estado masculino y femenino temporalmente: es decir, existe un estado unisexual alterno o, lo que es lo mismo, un individuo puede ser inicialmente macho y luego hembra, y viceversa. En cuanto a la morfología del órgano reproductor, los percebes ostentan el récord de tamaño de pene, en relación con su cuerpo, de todo el reino animal.
Existen cirrípedos de biología muy distinta: es el caso de los representantes del género Sacculina, que son parásitos de cangrejos.

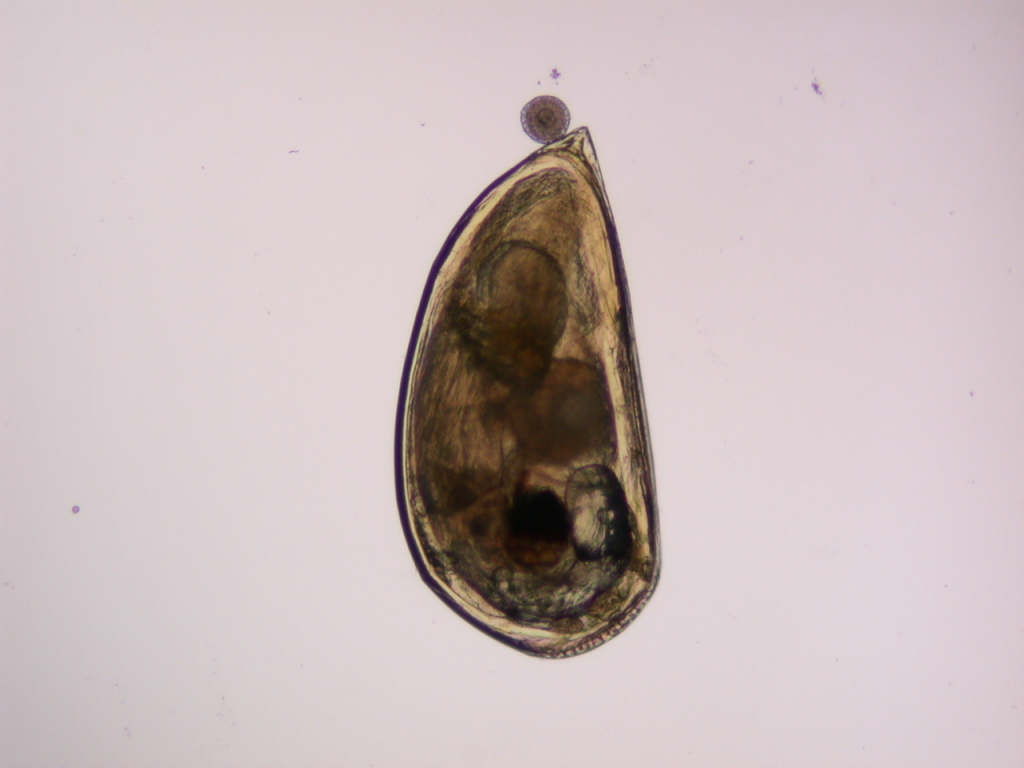
Larva cipris.
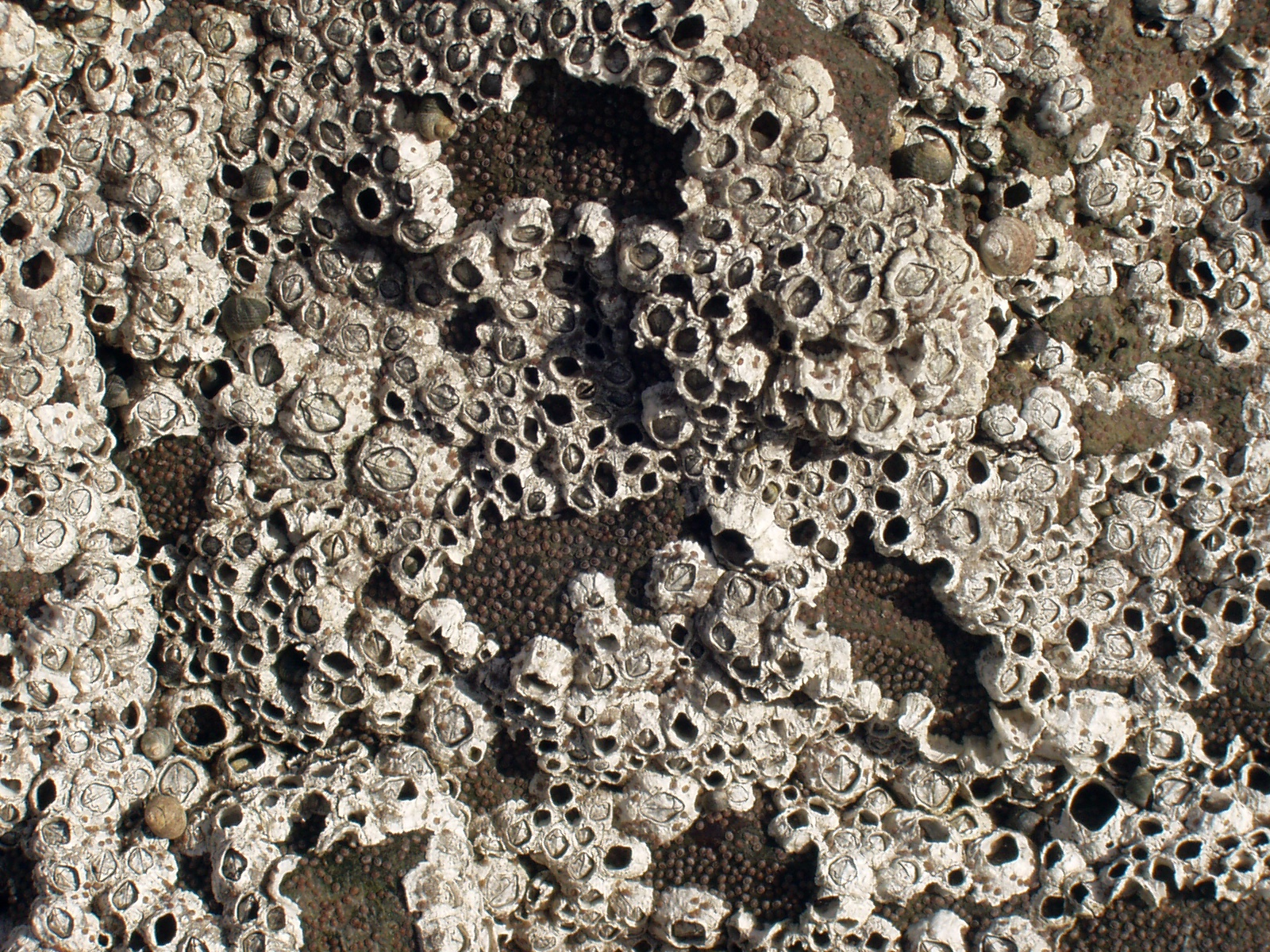
Balanus balanoides.
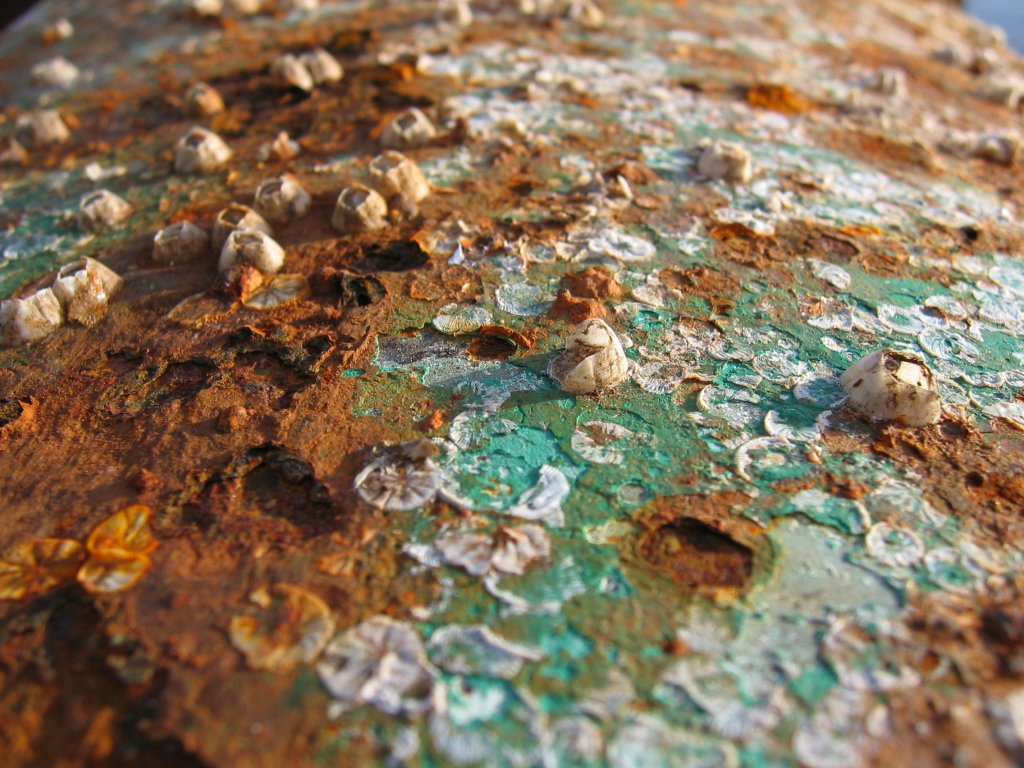
Corrosión causada, en parte, por cirrípedos.
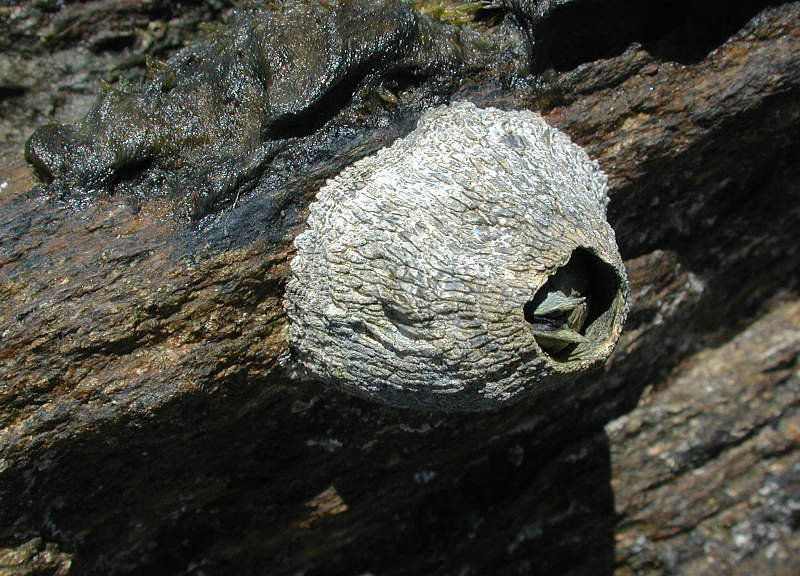
Un balánido.

## Empleo en gastronomía
Algunos percebes son consumidos como marisco, fundamentalmente en Grecia, España y otros países mediterráneos.
Se explota sobre todo en Galicia (Pollicipes pollicipes), constituyendo un producto típico de su gastronomía; acostumbra a ser recogido manualmente con riesgo considerable para los operarios, localmente llamados percebeiros.
Sus parientes americanos comestibles son el gooseneck barnacle (Pollicipes polymerus), en el Pacífico boreal, y el picoroco (Megabalanus psittacus), en el Pacífico austral.

## Incrustación
Estos organismos pueden unirse a casi cualquier especie marina; además de ballenas y otros cetáceos también pueden fijarse en tortugas marinas, cangrejos, langostas, moluscos bivalvos, algunos peces e incluso se han visto en delfines y manatíes, y muchas otras criaturas oceánicas
Los cirrípedos pueden unirse a estructuras navales y no sólo a sustratos naturales. Es el caso de los cascos de los buques, cuya consecuencia es denominada incrustación. Este hecho es evitado en las industrias navieras por adición de pinturas anti-incrustación, que alteran la biología de la especie interfiriendo en el desarrollo y cambio de sexo de los individuos.

## Clasificación
Seguimos el esquema propuesto por Martin y Davis que sitúa a los Cirripedia como subclase de los Thecostraca y la consiguiente clasificación hasta el nivel de orden.
Subclase Cirripedia Burmeister, 1834 
- Superorden Acrothoracica Gruvel, 1905
  - Orden Pygophora Berndt, 1907
  - Orden Apygophora Berndt, 1907
- Superorden Rhizocephala Müller, 1862 
  - Orden Kentrogonida Delage, 1884
  - Orden Akentrogonida Häfele, 1911
- Superorden Thoracica Darwin, 1854 
  - Orden Pedunculata Lamarck, 1818
  - Orden Sessilia Lamarck, 1818

## Curiosidades
En Europa, hasta bien entrada la Edad Moderna se creyó que las aves llamadas barnaclas eran la metamorfosis madura de los percebes (llamados en inglés barnacles). La gente burlaba así el ayuno de carnes durante la Cuaresma (pues de acuerdo con la doctrina cristiana durante ese periodo las únicas carnes que se podían comer eran las de pescados y mariscos), y lo hacía comiendo las aves llamadas barnaclas y otras similares (gansos y patos), que eran clasificadas como "moluscos" o "crustáceos". Uno de los argumentos para tan curiosa taxonomía era el hecho de que los percebes tienen órganos que recuerdan a plumas.